# Koninkrijk Cyprus
Het koninkrijk Cyprus was een kruisvaarderskoninkrijk op het eiland Cyprus in de late middeleeuwen. Het eiland werd eerst veroverd door Isaäk Komnenos van Cyprus, die zich afscheurde van het Byzantijnse Rijk. In 1191 werd het eiland veroverd door Richard Leeuwenhart, die op weg was voor de Derde Kruistocht. Hij liet het een tijd aan de Orde van de Tempeliers, die er een aantal nederzettingen stichtten. In 1192 verkocht Richard het echter aan Guy van Lusignan vanwege het verlies van zijn koningschap over het koninkrijk Jeruzalem. Guy heerste twee jaar over het eiland, zonder ooit tot koning gekroond te zijn en overleed in 1194. In 1195 werd diens opvolger en broer Amalrik van Lusignan wel tot koning gekroond door keizer Hendrik VI, het huis Lusignan is een feit op het eiland.

## Geschiedenis
Hierdoor ontstond er een koninkrijk Cyprus, Amalrik verbeterde in twee jaar tijd de handel en in 1197 trouwde hij met Isabella van Jeruzalem, waardoor hij ook koning van Jeruzalem werd. Zijn eerste echtgenote Eschiva van Ibelin wass dan al overleden, maar het nageslacht van de Ibelin-familie zou de gehele regeerperiode van het koninkrijk altijd enige macht bezitten. Amalrik overleed in 1205, waarna zijn zoon uit zijn eerste huwelijk, Hugo,  hem opvolgde als Hugo I van Cyprus. De welvaart van het eiland verliep goed, mede dankzij de Italiaanse handelssteden Genua en Venetië. Hugo I overleed al op 24-jarige leeftijd, na het bezoek van een huwelijksceremonie in Tripoli (1218). Hij werd opgevolgd door Hendrik I van Cyprus, die nog een zuigeling was, zijn moeder Alice van Champagne werd regentes. Hendriks regeerperiode kenmerkte zich door de rust in het gebied, er is immers een vredesverdrag getekend met de moslimwereld waardoor conflicten uitbleven. Wel had Hendrik problemen met het verwekken van een troonopvolger, uiteindelijk lukte dit bij zijn derde vrouw Plaisance van Antiochië, uit wie de toekomstige vorst Hugo II van Cyprus werd geboren. De kleine Hugo maakte kans om ook het koningschap van Jeruzalem te verkrijgen, en werd op 12-jarige leeftijd naar Akko verscheept om zich daar voor te bereiden op het koningschap, maar overleed kinderloos kort daarna in 1267.
De hoge hofraad benoemde Hugo van Antiochië, de zoon van Isabella van Lusignan, de zus van Hendrik I, dochter van Hugo I. Hugo III van Cyprus werd ook koning van Jeruzalem als Hugo I; hij moest daarbij Karel van Anjou tolereren, die ook Jeruzalem opeiste. Hugo III trok zich terug op Cyprus en roerde zich niet meer in het conflict, hij overleed in 1284 en werd opgevolgd door Jan I van Cyprus. Deze had een voorliefde voor kerkelijke zaken en overleed nog geen jaar later, na vergiftigd te zijn. Zijn jongere broers werden verdacht van mogelijke betrokkenheid; Jan werd begraven in de Sint-Demitrius te Nicosia. 
Zijn opvolger was Hendrik II van Cyprus, een strijdvaardige monarch, die aan epilepsie leed. Hendrik II liet zich kronen in Nicosia als koning van Cyprus en een korte tijd later in Akko, als koning van Jeruzalem. Hij liet de soldaten van Karel van Anjou, die pas gestorven was, de stad uitzetten. Hendrik kon maar op weinig steun rekenen uit Europa. Het Beleg van Akko (1291) betekende het einde van het fysieke Koninkrijk Jeruzalem. Alle soldaten en bezittingen bevonden zich nu in Cyprus. Moeilijke tijden braken aan en Hendrik II werd een tijd afgezet door zijn jongere broer Amalrik van Tyrus. Mede met de steun van de Hospitaalridders nam Hendrik zijn koningschap weer op in 1310, daarna vertrokken de Hospitaalridders naar Rodos. Tijdens het Concilie van Vienne werd de orde van de Tempeliers opgeheven. De overgebleven ridders werden het land uitgezet en hun bezittingen verbeurt verklaard (1313). Hendrik overleed in 1324.
Zijn opvolger werd zijn neef Hugo IV van Cyprus, deze was vooral verwikkeld in familieaffaires, zo sloot hij zijn twee oudste zonen op, na hun terugkeer uit Europa omdat ze er nooit toestemming hadden gevraagd. Hij werd opgevolgd door Peter I van Cyprus, deze was ambitieus, hij wilde een nieuwe kruistocht beginnen en wist de Kruisvaart van Alexandrië te realiseren, maar deze mislukte. Wel kreeg Peter het koningschap van Armenië, dat toen nog maar bestond uit de stad Korikos. Peter I werd in 1369 in zijn slaap vermoord door drie ridders. Hij werd opgevolgd door Peter II van Cyprus, onder zijn bewind kregen de Genuese en Venetiaanse handelaren meer macht. Peter II overleed zonder nageslacht, waarna zijn oom Jacobus I van Cyprus de macht overnam. Deze had een enorme afkeer van de Genuese overheersing op het eiland wat resulteerde in de Slag bij Kyrenia. Na jarenlang vastgezeten te hebben, volgde zijn zoon Janus van Cyprus hem op. Net als zijn vader wilde hij een einde maken aan de Genuese heerschappij over het eiland en kreeg ook te maken met mammelukse indringers, wat resulteerde in de Slag bij Chirokitia. Jan II van Cyprus volgde zijn vader op als koning, zijn bewind werd gekenmerkt door de Griekse invloeden, dit kwam mede door zijn huwelijk met een Byzantijnse/Griekse prinses. Uit het huwelijk kwamen alleen maar dochters, van wie zijn dochter Charlotte oorspronkelijk zijn erfgename zou worden. Jan II had ook een bastaardzoon Jacobus II, die na zijn vaders dood de titel van koning opeiste. Dit lukte hem met een Egyptisch huurleger, waarna hij koning van het eiland werd. Jacobus II van Cyprus sloot een Venetiaans huwelijk met Catharina Cornaro, maar hun zoon Jacobus III overleed jong. Daardoor valt het eiland vanaf 1489 onder Venetiaans bewind en in 1571 wordt het ingenomen door het Ottomaanse Rijk.

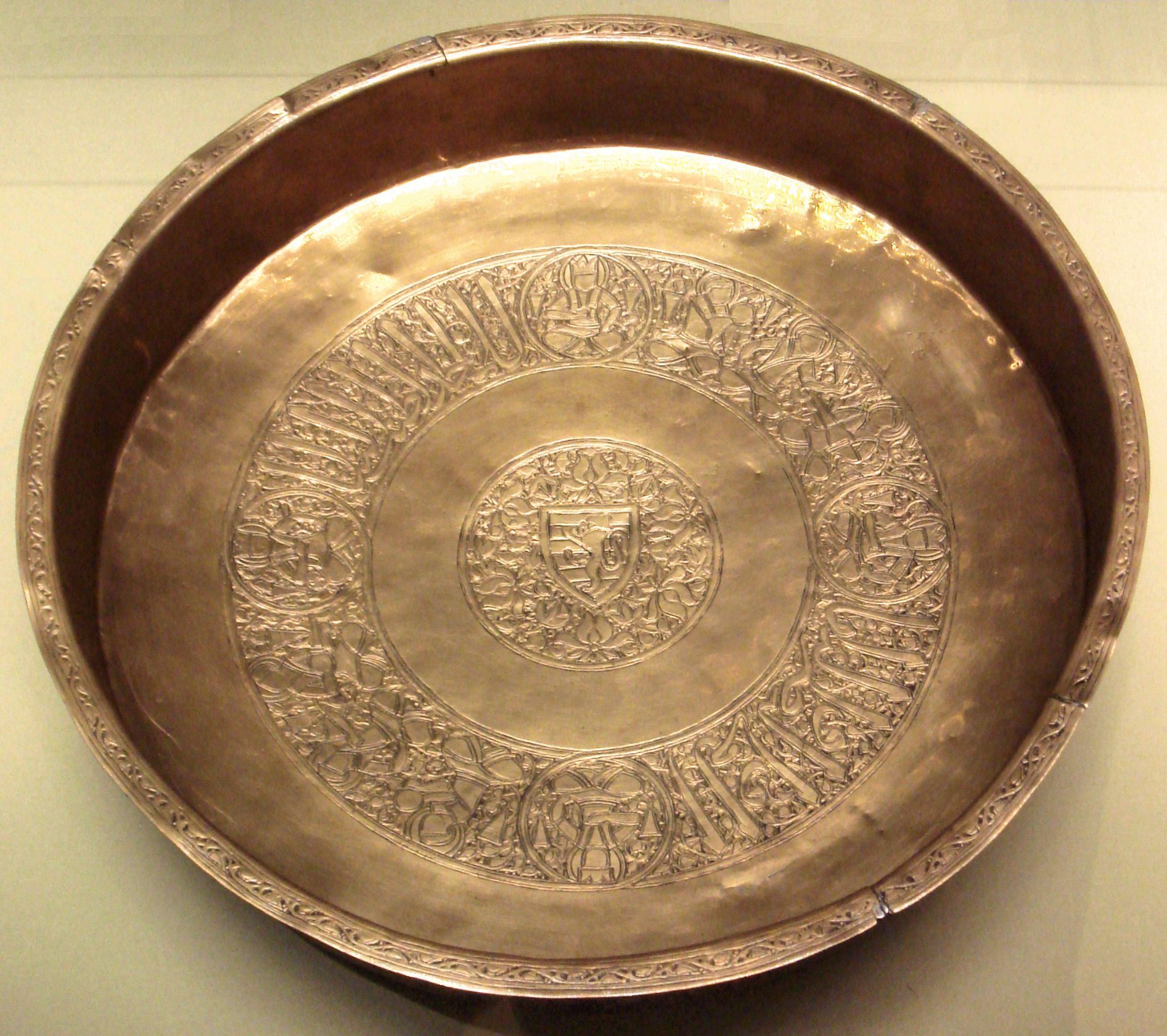
Bord van het huis Lusignan, gemaakt in de 14e eeuw op Cyprus

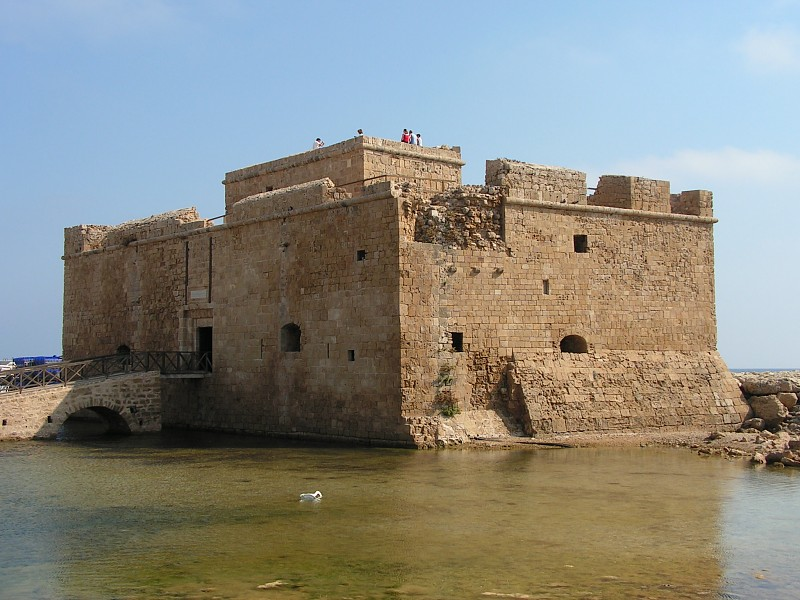
Een van de onderkomens van de koningen in Paphos.